# Fête de tir

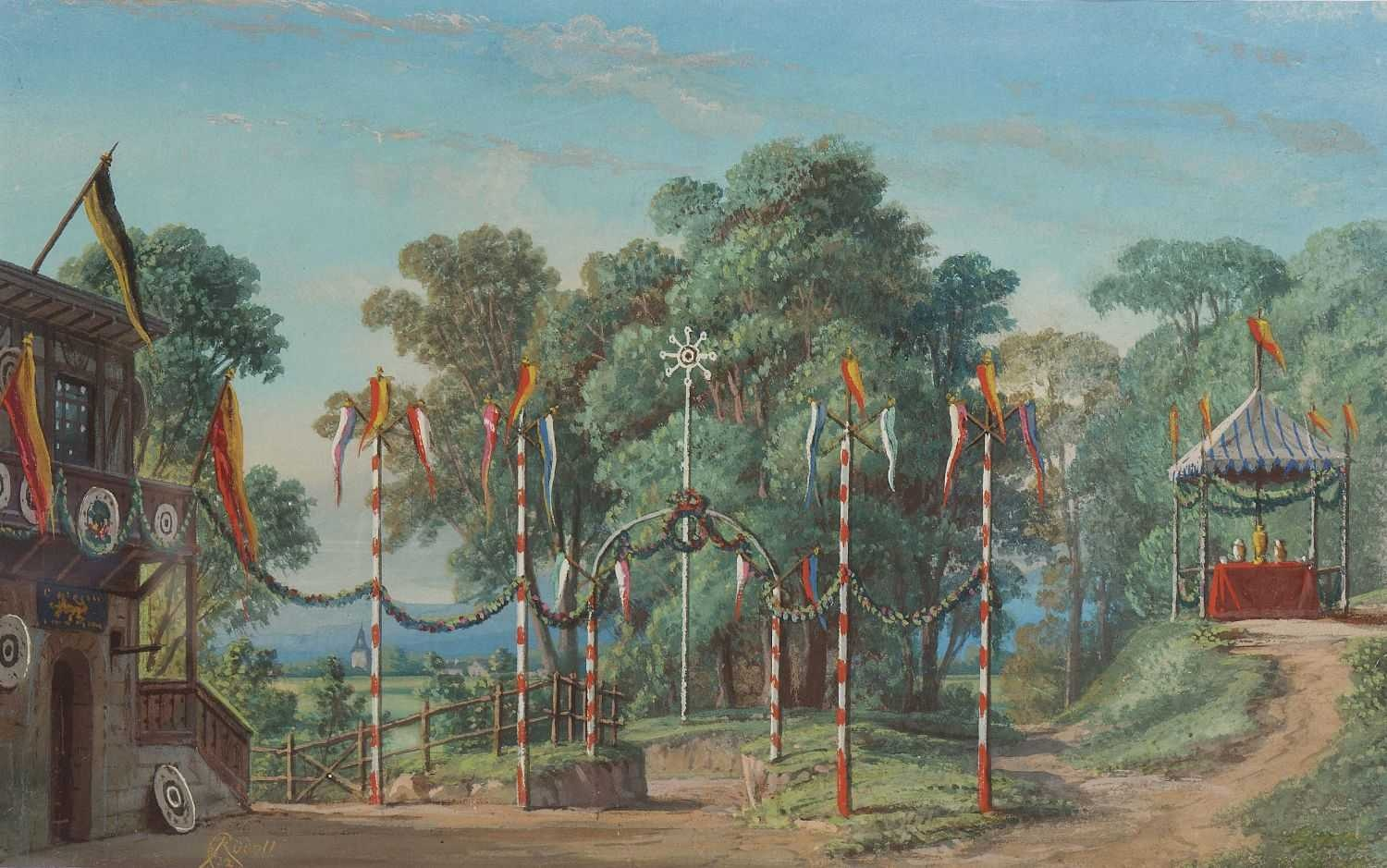
Gouache. 24,9 x 39,3 cm.

Une fête de tir est une fête populaire qui résulte de la réunion régulière de confréries de tir ou de clubs de tir. Au cours de la fête, le meilleur tireur (le roi des tireurs) est généralement désigné lors d'un concours de tir. Certaines coutumes locales désignent également le roi du tir par le biais d'autres concours, tels que le tir à l'anneau, le tir à l'oiseau, le tir à la cible ou le tir à l'arc.

## En Suisse

### Bas Moyen Age et l'époque moderne
En Suisse, la pratique du tir est attestée depuis le Bas Moyen Age. Des sociétés de tir, appelées parfois abbayes en Suisse romande, sont connues depuis le 14e siècle. Ces premiers tirs étaient associés à des fêtes et à d’autres concours. Ils avaient un caractère ludique et permettaient d’apprendre à connaître les armes dans le but de défendre la ville – l’arc et l’arbalète au 14e siècle, puis les armes à feu comme l’arquebuse ou le mousquet. Entre le 15e et le 17e siècle, des concours de tir s’organisent entre différentes régions pour entretenir le maintien ou la poursuite des bonnes relations d’amitié ou de voisinage : ce sont les tirs francs (Freischießen).
Ainsi, au tir libre de Zurich en 1504, les participants célèbrent, après les guerres de Souabe, la réconciliation entre les villes de Suisse, d’Allemagne du Sud et d’autres en aval du Rhin. Il peut donc s’agir de fêtes d’importance européenne ou plus régionale. Les fêtes sont agrémentées de concours de course, de saut et de lancer de pierre. Les sociétés de tir sont approuvées par le pouvoir en place, car elles ne le contestent pas et permettent une défense des bourgs. Après la guerre de Trente Ans, les tirs francs perdent de l’importance à cause des divisions internes de la Confédération.
Le dernier tir libre a eu lieu en 1683 à Sursee.

### Tirs républicains (19e-20e siècles)
Au 19e siècle, la pratique du tir réapparaît et commence à prendre une signification patriotique. Des sociétés de tir renaissent et d’autres se créent. L’apparition d’une nouvelle carabine de stand fait la fierté des tireurs.